# 中国之队
中国之队一般特指各个级别的中国足球队。包含：
- 男子：

1. 中国国家男子足球队：中国国家足球队

中国之队标志

2. 中国U-23国家男子足球队：中国国家奥林匹克足球队
3. 中国U-21国家男子足球队
4. 中国国家青少年足球队：中国国家青年足球队

- 女子：

1. 中国国家女子足球队：中国国家女子足球队

中国之队系列赛表示是由中国足协主办并且拥有主导权，以上任何一支球队参加的国际足球比赛。